# HD 76920
HD 76920 — звезда в созвездии Летучая Рыба. Находится на расстоянии около 602 световых лет от Солнца. Вокруг звезды обращается, как минимум, одна планета.

## Характеристики
HD 76920 представляет собой оранжевый гигант 7,82 видимой звёздной величины. Впервые в астрономической литературе упоминается в каталоге Генри Дрейпера, изданном в начале XX века. Масса звезды составляет 1,17 солнечной, а по размерам она превосходит наше Солнце почти в 7 с половиной раз. Температура поверхности HD 76920 составляет около 4698 кельвинов. Светимость звезды составляет 24 солнечных. Возраст HD 76920 оценивается приблизительно в 7,1 миллиардов лет.

## Планетная система
В 2017 году группой астрономов, работающих в рамках проекта Pan-Pacific Planet Search, было объявлено об открытии планеты HD 76920 b в системе. Это газовый гигант, имеющий массу, равную 3,93 массы Юпитера. Планета обращается по сильно вытянутой орбите: в перицентре она приближается к родительской звезде на расстояние около 0,165 а.е., а в апоцентре удаляется в 13 раз дальше — до 2.133 а.е. Пока не ясно, как планета вышла на такую орбиту. Возможно, это произошло вследствие гравитационного взаимодействия с другой массивной (пока не открытой) планетой в системе. Однако данную гипотезу ещё только предстоит проверить. Авторы открытия планируют продолжить наблюдения за HD 76920 b далее.